# Зима в Согнефьор
„Зима в Согнефьор“ (на норвежки: Vinter ved Sognefjorden) е картина на норвежкия художник Юхан Дал от февруари 1827 г.
Картината е рисувана с маслени бои върху платно и е с размери 61,5 x 75,5 cm. След пътуването си до Италия през 1820 – 1821 г. Юхан Дал се установява за постоянно в Дрезден. Там рисува множество нереални норвежки пейзажи. От 1826 г. се наблюдава промяна в творчеството му относно разбиранията на художника за норвежкия пейзаж. Тогава предприема пътуване из Норвегия – от Кристияния през Телемарк и Харденгер до фиордите на Западна Норвегия. За първи път като зрял творец е в състояние да представи норвежкият пейзаж в цялото му разнообразие.
Картината е нарисувана в резултат на направен чертеж на място по време на пътуването на Юхан Дал. Изобразени са стръмни планински склонове и вертикална скала на преден план. Тя има централна роля в пейзажа. Снегът напомня за миналото и смъртта, а светлината на утринното слънце е символ на надеждата и доброто бъдеще. Тази картина представлява почит към величествения норвежки нрав и гордата история на нацията.
Картината е част от колекцията на Националния музей за изкуство, архитектура и дизайн в Осло, Норвегия.